# Tarik Khbabez
Tarik Khbabez (Salé, 20 april 1992) is een Marokkaans-Nederlands professioneel kickbokser die sinds 2020 onder contract bij GLORY staat. Hij is de voormalig Light Heavyweight World Champion. Khbabez was ook actief voor onder andere ONE Championship en SUPERKOMBAT, waar hij in zowel 2014 als 2015 de SUPERKOMBAT World Grand Prix won.

## Carrière

### Superkombat
Khbabez nam deel aan het SUPERKOMBAT-kwalificatietoernooi 2014. In de halve finale versloeg hij Gurhan Degirmenci door middel van een eerste ronde TKO. Hij versloeg Dexter Suisse in de finale door een beslissing van de jury.
Hij nam deel aan de 2015 SUPERKOMBAT World Grand Prix. In de halve finale versloeg hij Nicolas Wamba bij een beslissing van de jury. Tarik won ook de laatste wedstrijd tegen Roman Kryklia bij een jury beslissing. 

### ONE Championship
Tarik Khbabez debuteerde op 23 juni 2018 bij ONE Championship waar hij Alain Ngalani versloeg via TKO in de derde ronde. 
Op 26 oktober 2018 stond hij tegenover Ibrahim El Bouni. Khbabez won het gevecht via TKO.
Op 16 november 2019 stond Tarik Khbabez tegenover Roman Kryklia voor de ONE Championship Licht zwaargewicht kampioenschap. Khbabez ging als favoriet in de strijd en verloor in de tweede ronde door TKO nadat hij 3 keer in een ronde 8 tellen kreeg te verwerken.

### Glory
Op 30 oktober 2020 tekende Khbabez een contract bij kickboksorganisatie Glory. Khbabez debuteerde voor Glory op 30 januari 2021 tijdens Glory 77. In een minitoernooi over drie rondes versloeg hij Levi Rigters op een meerderheid beslissing en moest in de finale tegen Rico Verhoeven opgeven vanwege een handblessure in de eerste ronde.
Hierna vocht hij tweemaal tegen Antonio Plazibat, waar hij beide partijen op knockout verloor.
Op 9 maart 2024 versloeg hij Donegi Abena na vijf rondes op beslissing en werd hij de GLORY Light Heavyweight World Champion.

## Titels
- Glory
  - 2024 Glory Light Heavyweight Champion (twee keer verdedigd)
  - 2023 interim Glory Light Heavyweight Champion (Eenmalig, voormalig)
  - 2021 Heavyweight Tournament Runner-Up

- SUPERKOMBAT Fighting Championship
  - 2015 SUPERKOMBAT World Grand Prix Winnaar
  - 2014 SUPERKOMBAT World Grand Prix IV Tournament Champion